# Thủy điện Nậm Cắn 2
Thủy điện Nậm Cắn 2 là thủy điện xây dựng trên dòng nậm Cắn tại vùng đất các xã Tà Cạ và Nậm Cắn huyện Kỳ Sơn tỉnh Nghệ An, Việt Nam .
Thủy điện Nậm Cắn 2 có công suất lắp máy 20 MW với 2 tổ máy, khởi công tháng 3/2013 hoàn thành vào tháng 8/2015.

## Nậm Cắn
Nậm Cắn là dòng suối nhỏ chảy ở vùng núi xã Nậm Cắn, đổ vào dòng nậm Mô ở bản Nhạn Lý xã Tà Cạ. Hồ nước được tạo ở độ cao lớn nên nhà máy cho ra công suất lớn. Nước được dẫn bằng ống áp lực tới nhà máy điện 19°24′25″B 104°06′24″Đ / 19,407007°B 104,106619°Đ ở gần bản Cánh xã Tà Cạ .

## Giới thiệu chi tiết Thủy điện Nậm Cắn 2
A. Lời mở đầu.
Nhà máy thủy điện Nậm Cắn 2 thuộc Công ty Cổ Phần Sông Nậm Cắn 2. Nằm trên địa bàn: Bản Cánh, Xã Tà Cạ, huyện Kỳ Sơn, Tỉnh Nghệ An. Nhà máy được đưa vào vận hành hoà lưới điện quốc gia ngày 28.09.2015, hàng năm phát điện khoảng 65 triệu- 70triệu KWh lên đường dây 110kv, cung cấp điện cho các huyện dọc quốc lộ 7A và các vùng lân cận, góp phần nâng cao đời sống vật chất tinh thần của nhân dân, đặc biệt là đồng bào vùng dân tộc ít người của miền Tây Tỉnh Nghệ An.
Nhà máy thủy điện Nậm Cắn 2 gồm tất cả 23 nhân viên vận hành
B. Giới thiệu qua về nhà máy thủy điện Nậm Cắn.
1. Giới thiệu chung Nhà máy thủy điện nậm Cắn 2, là một quần thể kiến trúc hòa quyện giữa thiên nhiên và con người. Một công trình công nghiệp của ngành điện lực Việt Nam, là công trình thủy điện bao gồm các nhiệm vụ: phát điện, tưới tiêu. Đây là nơi sản xuất và cung cấp nguồn năng lượng cho hệ thống điện lực của cả nước phục vụ đắc lực cho sự nghiệp công nghiệp hóa – hiện đại hóa đất nước.
2. Thủy điện Nậm Cắn 2. Với quy mô lớn gồm: 2 tổ máy có công suất lắp đặt 20MW, thiết bị máy móc hiện đại, thuộc thế hệ mới. Cùng với công trình là hệ thống hồ chứa, đập đất đá và hệ thống tràn xả lũ với 1 cửa xả đáy và 1 cửa xả mặt.
C. Một số công trình chính của nhà máy thủy điện Nậm Cắn 2.
1. Đường ống áp lực.
Nhà máy thủy điện Nậm Cắn 2 có đường ống với chiều dài 3.7 km từ nhà máy lên đến đập Hồ Điều Tiết. Khởi công từ tháng 3/2013, dự án thủy điện Nậm Cắn 2 là nhà máy thủy điện đường dẫn có cột nước cao thứ 4 ở Việt Nam. Điều đáng nói ở nhà máy thủy điện này chính là việc sự dụng diện tích đất rừng rất ít. Bình quân ở các thủy điện, mỗi MW chiếm đến 8ha đất nhưng ở công trình này với công suất 20MW chỉ chiếm diện tích 19ha hai nữa là thủy điện này nằm trong vùng nương rẫy luân canh hiệu quả thấp và không phải đền bù di dân một hộ dân nào.
2. Hồ Điều tiết.
Hồ điều tiết được bố trí nối tiếp kênh dẫn nước, kết cấu gia cố Hồ Điều Tiết bằng bê tông cốt thép M250 chiều dày 0.25m, nền móng hồ đặt trên nền đất đá.
Các thông số chính của Hồ Điều Tiết:
- Mức nước dâng bình thường: 888.0 m
- Mức nước chết: 880.0 m
- Diện tích mặt hồ ứng với MNDBT: 0.01 km²
- Dung tích toàn bộ: 123000 m³
- Dung tích hữu ích: 84000 m³
- Dung tích chết: 39000 m³

## Tác động môi trường và dân sinh
Đến tháng 07/2016 thủy điện Nậm Cắn 2 để lại tình trạng ô nhiễm môi trường mà không khắc phục. Mặt khác công tác đền bù của Công ty Thủy điện Nậm Cắn 2 chưa được người dân thỏa mãn.